# Станиця
Станиця — 1) У 18 — 20 ст. (до 1920) адміністративно-територіальна одиниця на території козацьких війська у Російській імперії: Кубанського, Донського, Терського тощо. Станиця об'єднувала кілька козацьких поселень — селищ і хуторів.
Станиці вважалися військовим поселенням, здатним виставляти для козачого війська одну сотню (ескадрон) вершників.
Станиці могли ділитись на райони — юрти.
Від Царя і Великого Князя Михайла Федоровича на Дон, в нижні і верхні юрти, отаманам і козакам і всьому Донському війську тощо.
— Тлумачний словник Даля, Юрт.
Все козацьке населення станиці, за винятком осіб, що не належали до козацького стану (іногородні), становило станичну громадськість, органом влади якої був станичний сход з домовласників-козаків, що на ньому обиралося станичне управління (станичний отаман, його помічники і скарбник) та станичний суд. Сход розподіляв козацькі землі і повинності, завідував громадськими магазинами, школами тощо; станичний суд розглядав дрібні кримінальні і цивільні справи. По всіх поселеннях, які мали не менше 60 дворів, діяли хутірське управління і хутірський отаман. Іногородні, що жили на території станиці, вносили за своє дворове місце і за право користування ріллею плату за кожний сажень (також за право користування пасовищами, лісами тощо).
2) В СРСР— сільський населений пункт на території колишніх козацьких областей; органом влади в станиці була станична Рада депутатів трудящих.
3) У сучасній Росії станиці відносяться до типу сільських населених пунктів і розташовані в наступних суб'єктах федерації: Республіка Адигея, Волгоградська область, Республіка Дагестан, Республіка Інгушетія, Кабардино-Балкарська Республіка, Карачаєво-Черкеська Республіка, Краснодарський край, Курганська область, Республіка Північна Осетія — Аланія, Ростовська область, Ставропольський край, Чеченська Республіка.